# Black Consciousness Movement
Das Black Consciousness Movement (kurz BCM; deutsch etwa „Bewegung des schwarzen Selbstbewusstseins“) war eine politische Bewegung von schwarzen Südafrikanern in einem Geflecht von über 70 Einzelorganisationen.

## Geschichte

### Vorgeschichte
Bereits 1946 rief der erste Vorsitzende der ANC Youth League, Anton Muziwakhe Lembede, die schwarzen Südafrikaner zu einem neuen Selbstbewusstsein auf. Auch der Pan Africanist Congress (PAC), der sich 1959 vom African National Congress (ANC) abgespalten hatte, verfolgte das Ziel, die Situation der Schwarzen ohne Mitwirkung anderer Bevölkerungsgruppen zu verbessern. 1960 wurden ANC und PAC für illegal erklärt. Der bewaffnete Arm von ANC und South African Communist Party, Umkhonto we Sizwe, konnte nur wenige Guerillaaktionen durchführen, so dass der Widerstand gegen die Apartheid-Regierung weitgehend zum Erliegen kam. Zudem wurden 1964 die wichtigsten Anführer des ANC im Rivonia-Prozess zu lebenslanger Haft verurteilt.
1967 entstand mit der Gründung der Studentenbewegung University Christian Movement (UCM) ein Vorläufer der Bewegung unter dem Dach der Anglikanischen Kirche und deren Erzbischof Robert Selby Taylor. Sie entstand im Juli 1967 in Grahamstown, nachdem die nicht-weißen Studenten bei einem Kongress der National Union of South African Students (NUSAS) diskriminiert worden waren. Erster Vorsitzender war Basil Moore; zu den Gründern gehörte auch Barney Pityana. Der Medizinstudent und Studentenführer Steve Biko war ebenfalls Mitglied des UCM. Bereits nach einem Jahr hatte die UCM 30 Zweigstellen. Im Juli 1968 wurde in Stutterheim der zweite Kongress abgehalten. Grundlage waren die Befreiungstheologie und die Werke des brasilianischen Pädagogen Paolo Freire und des US-Amerikaners James H. Cone, des Begründers der black theology. Das UCM existierte bis 1972.

### Entwicklung und Ziele
Zu den Gründern der Black-Consciousness-Bewegung gehörte neben Pityana auch Steve Biko. Eine wichtige Säule der Bewegung war die South African Students’ Organisation (SASO), die 1968 entstand und an vielen südafrikanischen Universitäten und Colleges aktiv war. Sie wurde anfangs von Steve Biko angeführt und erlangte großen Einfluss unter schwarzen Studenten. Ziel der Black-Consciousness-Bewegung war die Erhöhung des Selbstbewusstseins der schwarzen Bevölkerungsmehrheit gegenüber der herrschenden weißen Oberschicht. Dabei verzichtete sie bewusst auf die Unterstützung durch weiße Liberale. Sie wiesen alle Systeme zurück, die die Schwarzen zu „Fremden im eigenen Land“ machten. Die Bewegung verstand sich als gewaltfrei und vertrat eine christliche Grundhaltung. Der Begriff black consciousness ist verwandt mit dem Begriff double consciousness, den der US-Amerikaner W. E. B. Du Bois für seine schwarzen Landsleute prägte – der Begriff bezieht sich auf deren Existenz als Afrikanischstämmige in einem europäisch geprägten Land. Die Black-Consciousness-Bewegung wurde auch durch Marcus Garvey, Frantz Fanon und Léopold Senghor beeinflusst, die ähnliche Ziele verfolgten. Auch die Black-Power-Bewegung der Schwarzen in den USA diente als Vorbild. Zu den „Schwarzen“ zählte die Bewegung auch die Inder und Coloureds, die ebenfalls durch die weiße Regierung unterdrückt wurden.
Zu den wichtigsten Organisationen innerhalb der Black-Consciousness-Bewegung zählten (in Klammer das Gründungsdatum):
- ASSECA, Association for the Educational and Cultural Advancement of African People (1967)
- BAS, Black Art Studios (1972)
- BAWU, Black Allied Workers’ Union (1972)
- BCP, Black Community Programmes (1972)
- BWP, Black Workers’ Project (1972)
- ELEC, Edendale Lay Ecumenical Centre (1965[7])
- MDALI, Music, Drama, Art and Literature Institute (1972)
- NWA, Natal Workshop for African Advancement (1972)
- SABTU, South African Black Theatre Union (1972)
- SASO, South African Students’ Organisation (1968)

### Aktionen
Die Black-Consciousness-Bewegung war vor allem als Graswurzelbewegung aktiv. Dazu wurden ab 1970 in den Townships Black Community Programmes gegründet. Sie dienten dem Betrieb von Gesundheitsstationen, der Unterstützung von Kleinunternehmern und dem Abhalten von Kursen der Erwachsenenbildung. Zu den damaligen Aktivisten gehörten auch die Ärztin Mamphela Ramphele und Mapetla Mohapi. Als Sprecher agierte zeitweise der Schriftsteller Adam Small, ein Coloured.
1972 wurde die Dachorganisation Black Peoples Convention (BPC) gegründet. Im selben Jahr war die Bewegung in Streiks involviert, vor allem im Raum Durban. 1973 bannte die Regierung den größten Teil der Führung von SASO und BPC, darunter auch Biko.
Das gewachsene Bewusstsein aus dieser Bewegung fand nun auch in der Wirtschaft einen wachsenden Einfluss. Schwarze Gewerkschaften waren seit 1969 aus dem gemischtethnischen Gewerkschaftsdachverband (TUCSA) Südafrikas ausgeschlossen. Besonders in Natal kam es 1973 zu einer unerwartet starken Streikentwicklung mit 246 Arbeitskämpfen, die sich bis 1974 fortsetzte. Im selben Jahr wurde, von der Regierung unterstützt, die Absorption schwarzer Gewerkschaften unter dem Dach von TUCSA wieder zugelassen. Die weiße politische Elite erhoffte sich hiermit eine Schwächung von inzwischen entschlossen auftretenden schwarzen Gewerkschaftsgruppen, besonders der Black Allied Worker’s Union, für die ein Zusammengehen mit weißen Partnerorganisationen undenkbar geworden war.
Die Bewegung gab mehrere Zeitschriften heraus, darunter die Black Review, Black Voice, Black Viewpoint und Black Perspective.
1974 sprach sich die SASO explizit gegen jede Form von Rassismus aus. Im selben Jahr hielt die Black-Consciousness-Bewegung trotz eines Verbots mehrere friedliche Demonstrationen zur Unterstützung der mosambikanische Befreiungsorganisation Frelimo ab, der die südafrikanische Regierung feindlich gesinnt war. Zahlreiche Führungskräfte der Bewegung wurden in der Folge aufgrund des Terrorism Act und dem Rioutous Assemblies Act verhaftet. Der SASO-Funktionär und Präsident des Southern African Students Movement (SASM), Abram Onkgopotse Tiro, floh nach Botswana und wurde dort durch eine vom südafrikanischen Geheimdienst BOSS gesandten Paketbombe getötet. Die südafrikanische Justiz führte langwierige Prozesse, unter anderem gegen die Pretoria Twelve und die SASO Nine, zu denen auch der spätere ANC-Minister und Congress-of-the-People-Vorsitzende Mosiuoa Lekota gehörte. Der Prozess gegen die SASO Nine begann 1975; im Dezember 1976 wurden die neun Angeklagten zu sechs bzw. fünf Jahren Gefängnis wegen „Terrorismus“ verurteilt, obwohl sie keine Gewalttaten verübt hatten. In der Begründung hieß es, dass sie through the expression of thoughts, ideas and desires for liberation – „durch das Ausdrücken von Gedanken, Ideen und Wünschen für die Befreiung“ – Terrorismus ausgeübt hätten. Biko war damals an seinem Heimatort King William’s Town gebannt und hatte so nicht an den Demonstrationen teilnehmen können.
1976 unterstützte die Bewegung den Schüler- und Studentenaufstand in Soweto. Die Regierung hatte geplant, den Anteil des Afrikaans als Unterrichtssprache zu erhöhen – dies lief den Zielen des BCM zuwider. Steve Biko wurde am 18. August 1977 inhaftiert und im Gefängnis von Polizisten so schwer misshandelt, dass er am 12. September 1977 starb. Einen Monat später wurden alle 17 Organisationen, die zur Bewegung gehörten, für illegal erklärt. Damit hörte die Bewegung formal auf, zu existieren.

### Nachwirkungen
Einige Aktivisten schlossen sich dem weiterhin illegalen ANC an, später wurden einige von ihnen Mitglied der United Democratic Front (UDF), etwa Popo Molefe, der ab 1973 der BPC und dann der AZAPO angehört hatte. Cyril Ramaphosa, ab 1974 SASO-Vorsitzender an der University of the North in Pietersburg, schloss sich dem Gewerkschaftsdachverband Cosatu an. Im Exil bestand ab 1980 die marxistische Organisation Black Consciousness Movement of Azania. Die 1978 gegründete Partei Azanian People’s Organisation (AZAPO) beruft sich auf die Leitlinien der Bewegung. Sie gründete 1983 das National Forum, das radikaler, aber wirkungsärmer als die UDF war. Der Schriftsteller Don Mattera, der ebenfalls in der Black-Consciousness-Bewegung aktiv war, zählte zu seinen Mitgliedern.
Mehrere frühere Mitglieder der Bewegung gelangten nach dem Ende der Apartheid 1994 in hohe Staatsämter. Popo Molefe und Tokyo Sexwale waren Premierminister einer Provinz, während Ramaphosa seit 2014 stellvertretender Präsident Südafrikas war und seit 2018 Präsident. Die AZAPO erhielt bei den südafrikanischen Parlamentswahlen 2014 einen Sitz. Mamphela Ramphele gründete 2013 die Partei Agang South Africa, die bei den Wahlen 2014 zwei Sitze erhielt.
1998 wurde die Steve Biko Foundation gegründet.